# Museo Bulgakov
Il Museo Bulgakov a Mosca commemora la vita e il lavoro dello scrittore Michail Bulgakov, nell'appartamento numero 50 in Bolšaja Sadovaja ulica 10, in cui Bulgakov realmente abitò tra il 1921 e il 1924 e dove è parzialmente ambientato il suo romanzo Il Maestro e Margherita.
Dagli anni '80 il l'appartamento è diventato punto di ritrovo per i fan di Bulgakov. Graffiti, disegni dei personaggi e citazioni del romanzo hanno decorato i muri esterni e il giroscale dell'edificio che ospita l'appartamento e sono stati recentemente rimossi. Il museo attualmente contiene oggetti personali e fotografie della vita di Bulgakov e della sua opera ed ospita eventi culturali ed esibizioni.
Il museo dista poche centinaia di metri dagli Stagni Patriaršie, ambientazione del primo capitolo del libro. L'appartamento fu invece l'ispirazione per il covo dello stregone Woland e della sua corte.